# Mike Ruckh

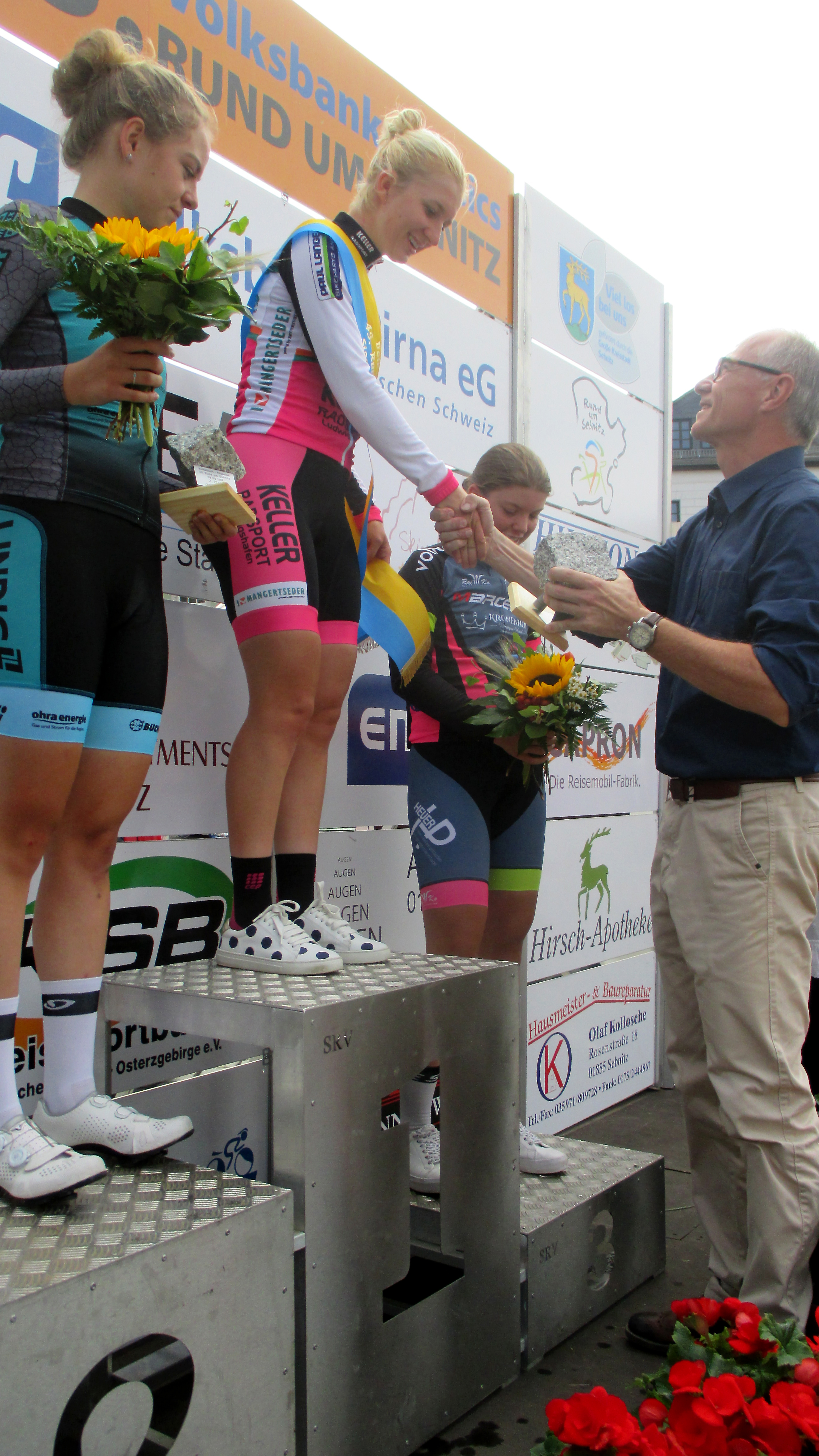
Starosta Mike Ruckh - Okolí Sebnitz - Silniční cyklistika – „Bundesliga 2018"

Mike Ruckh (* 15. srpna 1964 Bad Rappenau) je bývalý saský politik za Křesťanskodemokratickou unii (CDU), v letech 1993–2021 starosta a následně primátor velkého okresního města Sebnitz.

## Politická kariéra
Po zakončení studia (odborný pracovník ve samosprávě) se stal v červnu 1991 starostou obce Erla-Crandorf (od roku 1999 součást Schwarzenbergu v Krušných horách). V následujícím roce kandidoval v saském městě Sebnitz ve volbách starosty, které 19. prosince 1992 vyhrál. Úřad starosty převzal dne 1. února 1993. Do funkce byl opakovaně zvolen v letech 1994, 2001, 2008 a 2015. Po reformách samosprávy se stala Sebnitz v roce 1995 velkým okresním městem a starosta získal titul primátor (německy Oberbürgermeister). Ve volbách roku 2008 získal 83 % hlasů. Během voleb v roce 2015 obdržel 92,6 % hlasů při volební účasti 42,7 %, přičemž neměl žádného protikandidáta. Nízká účast ve volbách (nejnižší v zemském okrese Saské Švýcarsko-Východní Krušné hory) je přičítána právě absenci protikandidáta.
Během jeho výkonu funkce došlo ve městě k mnoha změnám. Patří mezi ně rekonstrukce náměstí a přiléhajících ulic (například Hertigwalder Straße), obnovení přeshraničního železničního spojení se sousední Dolní Poustevnou či podpora turistiky. Od roku 2015 během evropské migrační krize prosazoval rovnoměrné rozmístění imigrantů po městě do prázdných bytů.
Dne 9. listopadu 2020 oficiálně oznámil, že ve volbách na jaře 2022 již nebude svůj mandát obhajovat. Zároveň uvedl, že vyhrál výběrové řízení na blíže nespecifikovanou pozici v oboru energetiky. Funkci sebnitzského primátora oficiálně opustil k 31. prosinci 2021, fakticky však funkci nevykonával od 1. října 2021. Od tohoto dne až do řádných voleb nového primátora, vyhlášených na termín 12. června 2022, byl vedením města jako správce úřadu pověřen Ronald Kretzschmar, kterého do funkce jednomyslně zvolila městská rada. Mike Ruckh po svém odchodu z politiky nastoupil do funkce ředitele chemnitzké pobočky energetické společnosti enviaM.

## Rodinný život
Mike Ruckh pochází z lázeňského města Bad Rappenau ležícím ve spolkové zemi Bádensko-Württembersko. Je ženatý a má jednoho syna.